# William Lipscomb
William Nunn Lipscomb, Jr. (ur. 9 grudnia 1919 w Cleveland, zm. 14 kwietnia 2011 w Cambridge, Massachusetts), amerykański chemik, laureat Nagrody Nobla.
Kiedy był dzieckiem, jego rodzina przeniosła się z Cleveland do Lexington w stanie Kentucky. Tam, na University of Kentucky ukończył, w 1941 roku, studia. Dalszą naukę podjął na California Institute of Technology, początkowo na kierunku związanym z fizyką, jednak pod wpływem Linusa Paulinga po roku powrócił do chemii.
Po uzyskaniu stopnia doktora pracował w latach 1946–1959 na University of Minnesota, a w 1959 przeniósł się na Uniwersytet Harvarda.
W 1962 roku kierował badaniami prowadzonymi przez późniejszego noblistę Roalda Hoffmanna.
Prowadzone przez Lipscomba badania koncentrowały się wokół struktury boranów określonej poprzez metody rentgenostrukturalne. W latach 50. XX wieku rozwinął teorię opisującą wiązania chemiczne w boranach. W późniejszych latach rozszerzył swoje badania na karborany. Zajmował się również strukturą atomową białek i działaniem enzymów.
W 1976 roku otrzymał nagrodę Nobla w dziedzinie chemii za swoje badania nad strukturą boranów.